# Kunie Tanaka
Kunie Tanaka (田中邦衛?, Tanaka Kunie; Toki, 23 novembre 1932 – 24 marzo 2021) è stato un attore giapponese. 
È apparso in molti film come Sanjuro di Akira Kurosawa e Kwaidan di Masaki Kobayashi.
Ha avuto cinque nomination per i Awards of the Japanese Academy, riuscendo a vincerne uno nel 1993 come miglior attore non protagonista per il film Gakko.

## Filmografia
- La condizione umana (capitolo Il cammino verso l'eternità) (1959)
- The Bad Sleep Well (1960)
- Otoshiana (1962)
- Sanjuro (1962)
- Kwaidan (1964)
- Cash Calls Hell (五匹の紳士, Goiki no shinshi) (1964), diretto da Hideo Gosha
- Lupin III - La strana strategia psicocinetica come Daisuke Jigen (1974)
- Kimi yo fundo no kawa o watare (1976)
- Dainamaito dondon (1978)
- Izakaya Choji (1983)
- Yojo no jidai (1988)
- Gakko (1993)
- Minna no Ie (2001)

## Curiosità
L'aspetto dell'ammiraglio Kizaru, personaggio del manga ed anime One Piece, è basato su quello di Tanaka.